# Nerita scabricosta
Nerita scabricosta är en snäckart som beskrevs av Lamarack 1822. Nerita scabricosta ingår i släktet Nerita och familjen båtsnäckor.

## Underarter
Arten delas in i följande underarter:
- N. s. scabricosta
- N. s. ornata